# Sebastián Gili Vives
Sebastián Gili Vives (Artá, Baleares, 16 de enero de 1811 - Palma de Mallorca, 11 de septiembre de 1894) fue un sacerdote católico español, de la diócesis de Mallorca y fundador de las Congregación de Agustinas Hermanas del Amparo, considerado venerable siervo de Dios en la Iglesia católica.

## Biografía
Sebastián Gili Vives nació en Artá (Mallorca), España, en el seno de una familia de labradores. Cursó sus estudios primarios en el colegio de los franciscanos. Estudió en la Universidad Luliana e ingresó al seminario conciliar de Palma de Mallorca. Fue ordenado sacerdote en 1835, en el palacio episcopal de Ibiza. Fue nombrado vicario de las parroquias de San Jaime y Santa Cruz en Palma (1835-1843), en cuyo servicio mostró una particular vocación por la predicación y la pastoral sanitaria y social. En varias ocasiones se hizo cargo de la Inclusa, hospital y casa de misericordia.
En 1859 Sebastián Gili Vives fundó la Congregación de Agustinas Hermanas del Amparo, con el fin de ayudar a las personas más necesitadas, para las cuales, escribió las Constituciones de 1866. Dedicó a este instituto el tiempo suficiente como para verlas expandidas en las islas de Mallorca e Ibiza y estableció la casa madre en Palma de Mallorca. En 1868, a causa del derrocamiento de la monarquía y la instauración de la república, el fundador fue destituido de todos los cargos civiles y eclesiásticos. Restablecida la monarquía recuperó algunos de sus cargos y el obispo le concedió en 1883 el canonicato de gracia. Finalmente murió en Palma el 11 de septiembre de 1894.
En 1997 el Ayuntamiento de Palma de Mallorca le proclamó hijo adoptivo de la ciudad y le dedicó una calle por su entrega a los más necesitados en especial a los huérfanos de la inclusa de la calle de los Olmos.

## Culto
El 9 de junio de 1991 se abrió en Palma el proceso informativo de beatificación. Con el Nihil obstat del obispo fue clausurado el 22 de noviembre de 1992 y pasó a la Santa Sede.
El 24 de enero de 2024, el papa Francisco aprobó el decreto de sus virtudes heroicas.
En la Iglesia católica, es considerado venerable siervo de Dios. 